# Modulacja gęstości impulsów
PDM (ang. Pulse-Density Modulation), modulacja gęstością impulsów – rodzaj modulacji cyfrowej sygnału analogowego. W modulacji PDM nie są zapamiętywane wartości sygnału w poszczególnych próbkach (jak ma to miejsce w PWM czy PCM), lecz gęstość impulsów reprezentuje jego amplitudę.
W ciągu bitów modulacji gęstością impulsów, 1 odpowiada impulsowi, a 0 – jego brakowi. Ciąg składający się z samych jedynek (11111111) odpowiada dodatniej wartości amplitudy, ciąg składający się z samych zer (00000000) – ujemnej jej wartości, natomiast ciąg składający się z naprzemiennie występujących zer i jedynek (01010101) odpowiada zerowej wartości sygnału.
Sygnał analogowy jest kodowany do postaci ciągu bitów PDM za pomocą modulacji Delta-Sigma.

## Demodulacja
Demodulacja sygnału PDM sprowadza się do jego przepuszczenia przez filtr dolnoprzepustowy. Z powodu jego uśredniających właściwości, jest to jedyny krok potrzebny do przeprowadzenia tego procesu.

## Przykłady
Jeden okres funkcji sinus przedstawiony za pomocą 100 bitów w modulacji PDM wygląda następująco:
```
0101011011110111111111111111111111011111101101101010100100100000010000000000000000000001000010010101
```

Dwa okresy tej samej funkcji przedstawione za pomocą tej samej liczby bitów wyglądałyby następująco:
```
0101101111111111111101101010010000000000000100010011011101111111111111011010100100000000000000100101
```